# Hans-J. Manger
Hans-J. Manger (* 2. Mai 1940 in Pößneck) ist ein deutscher Brauwissenschaftler.

## Leben
Manger absolvierte eine Lehre als Brauer und Mälzer in der Rosenbrauerei Pößneck mit Praktika in den Mälzereien in Arnstadt und Erfurt. Er studierte Gärungstechnologie an der Humboldt-Universität zu Berlin (HUB) mit einem Abschluss als Dipl.-Ing. Danach war er Laborleiter im Getränkekombinat Gera sowie wissenschaftlicher Mitarbeiter im Institut NAGEMA, wissenschaftlicher Oberassistent im Bereich Technik der Sektion Nahrungsgüterwirtschaft/Lebensmitteltechnologie (NGW/LMT) der HUB und Direktor für Produktion und Technik in der Oderlandbrauerei in Frankfurt (Oder). 1973 schloss er ein Hochschulfernstudium an der TU Dresden ab als Hochschulingenieur in der Fachrichtung Verarbeitungstechnik/Verarbeitungsmaschinen. 1975 dissertierte er an der Biowissenschaftlichen Fakultät der HUB mit Beiträge zur Gestaltung und apparatetechnischen Ausrüstung von Großraumgefäßen zur Gärung und Reifung von Bier. 1980 erhielt er die Lehrbefugnis für das Fachgebiet Maschinen, Apparate und Anlagen der Gärungs- und Getränkeindustrie an der Biowissenschaftlichen Fakultät der HUB.
1987 habilitierte er an der Agrarwissenschaftlichen Fakultät der Humboldt-Universität zu Berlin mit einer Kollektivarbeit zusammen mit Heinz Döbler und Lothar Fischer über Beiträge zur Prozeßgestaltung, Rationalisierung und Effektivitätsverbesserung der Bierherstellung.
Manger ist seit 1999 Schriftleiter und Herausgeber des Jahrbuchs der Gesellschaft für Geschichte des Brauwesens sowie im Redaktionsbeirat der brauwissenschaftlichen Fachzeitschrift Brauerei Forum (BF).

## Ehrungen
- Ehrenmitglied der Landesgruppe Berlin/Brandenburg des Deutschen Brau- und Malzmeisterbundes.
- 2015 erhielt er die Ehrennadel der VLB in Gold
- VLB-Ehrennadel 2015[2]
- Ehrenmitglied des Deutschen Brau- und Malzmeister Bundes[3]

## Schriften (Auswahl)
- Maschinen, Apparate und Anlagen der Fermentationsindustrie. Zentralstelle für das Hochschulfernstudium des Ministeriums für Hoch- und Fachschulwesen Dresden. Hrsg. im Auftrag des Ministeriums für Hoch- u. Fachschulwesen der DDR, 1983
- Anforderungen an Maschinen, Apparate und Anlagen der Gärungs- und Getränkeindustrie aus der Sicht der Reinigung und Desinfektion – eine Einführung. Hg. von der Kammer der Technik, Fachausschuss Brau/Malz 1986
- mit Hartmut Evers: Druckluft in der Brauerei. VLB Berlin: Erstellt in Zusammenarbeit mit dem Fachausschuss für "Anlagen und Betriebstechnik" des Technisch-Wissenschaftlichen Ausschusses (TWA) der VLB Berlin, Arbeitsgruppe "Energie"
- mit Gerolf Annemüller und Peter Lietz: Die Hefe in der Brauerei. Hefemanagement – Kulturhefe – Hefereinzucht – Hefepropagation im Bierherstellungsprozess. Versuchs- und Lehranstalt für Brauerei (VLB), Berlin 2005, ISBN 3-921690-50-1. + 3. überarbeitete Auflage 2013
- mit Gerolf Annemüller: Gärung und Reifung des Bieres. Grundlagen – Technologie – Anlagentechnik. VLB Berlin 2009
- mit Gerolf Annemüller: Fachrechnen für Mälzerei- und Brauereitechnologen. VLB: Berlin 2015
- mit Peter Lietz: Die Brau- und Malzindustrie in Deutschland-Ost zwischen 1945 und 1989. Verlag der VLB Berlin, 2016
- mit Gerolf Annemüller: Die technisch-technologisch optimale Brauerei. In: Brauerei-Forum. 3/2018